# Scientia potestas est
Scientia potestas est лат. (изговор: сцијенција потестас ест). Знање је сила. (Франсис Бејкон)

## Поријекло изреке
Изрекао Франсис Бејкон (познат и као Френсис Бекон), енгл. Francis Bacon, енглески филозоф, државник и есејиста у смјени шеснаестог у седамнаести вијек.

## Исто другачије
Исто се на латинском језику каже и лат. Scientias potestas est и има исто значење.

## Тумачење
Знање је врховна сила, моћ до које човјек може да досегне. Не постоји више и веће.

## У савременом жаргону
Ова сентенција се често користи и у савременом говору. У јануару 2002. године Агенција за унапређење напредних истраживачких пројеката Сједињених Америчких Држава (ДАРПА) основала је Канцеларију за информисање јавности чији је мото лат. Scientias est potentia.